# Sphegocephala rugosa
Sphegocephala rugosa är en biart som beskrevs av Gregory B. Pauly 1991. Sphegocephala rugosa ingår i släktet Sphegocephala och familjen vägbin. Inga underarter finns listade i Catalogue of Life.